# Monoxenus nodosoides
Monoxenus nodosoides là một loài bọ cánh cứng trong họ Cerambycidae.